# Oxyopes elongatus
Oxyopes elongatus är en spindelart som beskrevs av Biswas et al. 1996. Oxyopes elongatus ingår i släktet Oxyopes och familjen lospindlar. Inga underarter finns listade i Catalogue of Life.